# SNCASE SE.100
SNCASE SE 100 là một loại máy bay tiêm kích của Pháp, bay lần đầu năm 1939.

## Tính năng kỹ chiến thuật
Dữ liệu lấy từ Breffort & Jouineau, L'Aviation française de 1939 à 1942, Tome 2.
Đặc điểm tổng quát
- Kíp lái: 2
- Chiều dài: 11,80 m (38 ft 8½in)
- Sải cánh: 15,70 m (51 ft 6 in)
- Chiều cao: 4,28 m (14 ft 0½ in)
- Diện tích cánh: 33 m² (355 ft²)
- Trọng lượng có tải: 7500 kg (16.500 lb)
- Động cơ: 2 × Gnome-Rhône 14N-20/21, 806 kW (1,080 hp)  mỗi chiếc

 Hiệu suất bay 
- Vận tốc cực đại: 580 km/h (360 mph, 313 knot) ở độ cao 6500 m (21.300 ft)
- Vận tốc hành trình: 499 km/h (310 mph[1], 270 knots)
- Tầm bay: 1300 km (810 mi, 700 NM)

Trang bị vũ khí

- Súng: 5 x pháo Hispano-Suiza HS.404 20 mm